# Hitlisten
，又稱為，是丹麥的四十強音樂排行榜，于每周四午夜在hitlisten.nu发布。榜单的排名建立于數位下載和实体CD销量，数据由尼尔森音乐销量统计系统提供，後者還幫助國際唱片業協會建立排行榜。